# Márta Sebestyén

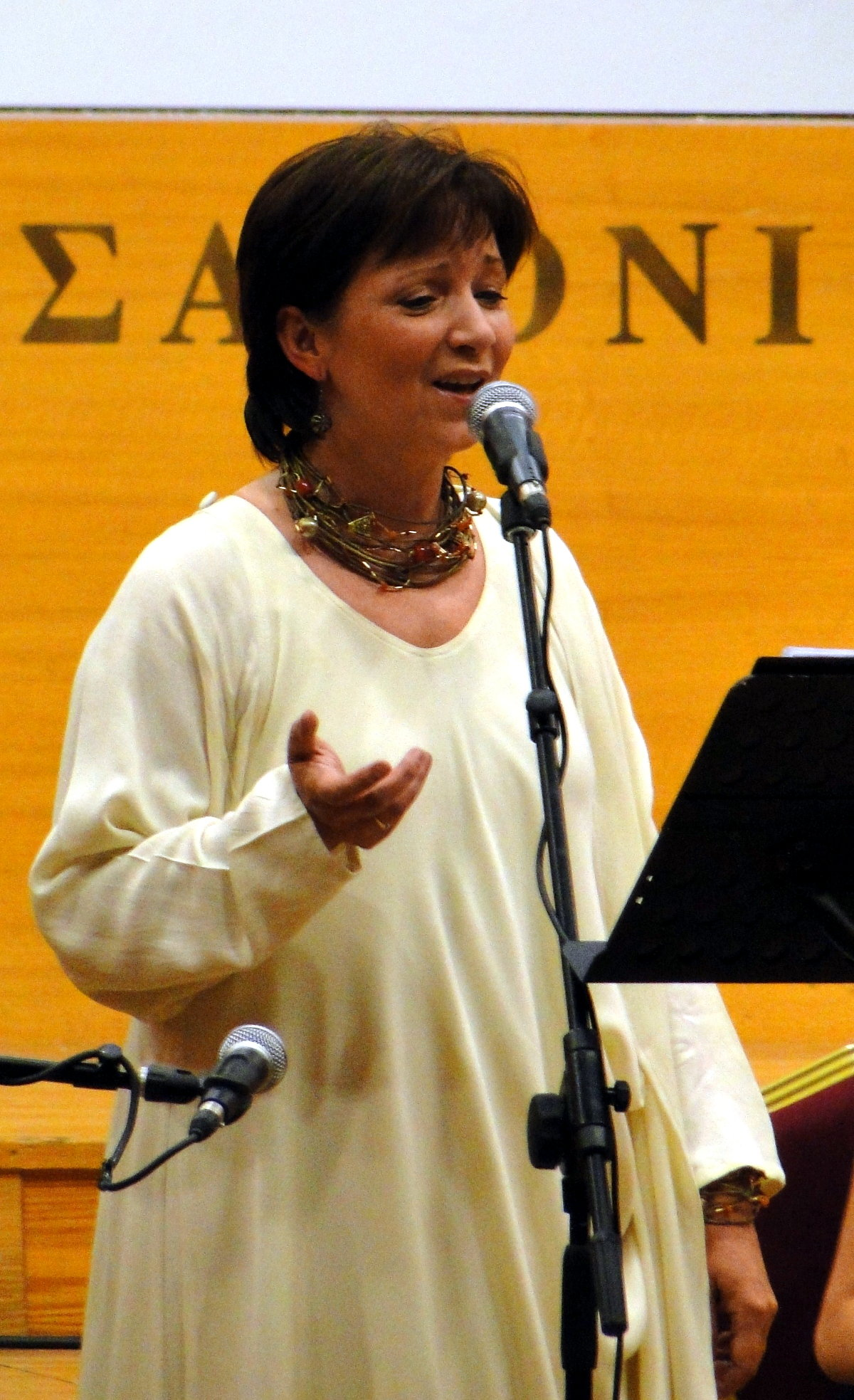
Márta Sebestyén (2010)

Márta Sebestyén [ˈmaːrtɒ ˈʃɛbɛʃceːn] (* 19. August 1957 in Budapest) ist eine ungarische Volksliedsängerin.

## Leben
Ihre Mutter, die Volksliedsammlerin Ilona Farkas, war Schülerin von Zoltán Kodály. Márta Sebestyén soll schon im frühen Kindesalter alles, was sie hörte, nachgesungen haben, bereits bevor sie sprechen konnte. Im Alter von sechs Jahren wurde schon eine Schallplatte mit ihr aufgenommen. Nach dem Abschluss eines Budapester Gymnasiums wurde sie an die Budapester Kunstakademie aufgenommen, sie gab das Studium aber 1975 auf, um mehr Zeit für das Singen zu haben.
Márta Sebestyén tritt regelmäßig mit dem Volksmusikensemble Muzsikás auf. Auf ihrem Repertoire sind Volkslieder aus fast allen ungarischsprachigen Regionen zu finden, unter anderem Lieder aus Somogy und Siebenbürgen (Transsilvanien, ungar. Erdély), sie singt aber auch jiddische, südslawische und Roma-Lieder.
In Ungarn ist sie allgemein sehr bekannt und aufgrund ihres unermüdlichen und engagierten Einsatzes um die Bewahrung des ungarischen Volksliedgutes hoch geachtet. Um die alten Lieder und Weisen ihrer Heimat vor dem Vergessen zu bewahren, unternahm sie zahlreiche Forschungsreisen, ließ sich von alten Leuten vorsingen, nahm dies auf oder schrieb es dann in Notenform nieder.
Zum Weltmusik-Projekt Big Blue Ball von Peter Gabriel und Karl Wallinger leistete Márta Sebestyén einen Beitrag mit dem auch von ihr komponierten Song River. Sie wirkte auch als Sängerin und Musikerin an den Aufnahmen des Kompilations-Albums mit, das in den Sommern der Jahre 1991, 1992 und 1995 in den Real World Studios aufgenommen wurde und 2008 erschien.
International bekannt wurde sie durch das Vokal-Lied Szerelem, szerelem („Liebe, Liebe“), ein ungarisches Volkslied, das sie im Titellied des Films Der englische Patient sang. Im Film kommt es als „historische“ Grammophonaufnahme vor, wofür das Stück mit künstlichen Kratzer-Geräuschen überdeckt wurde.
Auf dem mit einem Grammy preisgekrönte Album Bohème von Deep Forest ist sie mit der Ballade Marta’s Song zu hören.
Sie ist geschieden und hat zwei Söhne.

## Preise
- 1984: Sängerin des Jahres
- 1994: Offizier des Verdienstordens der Republik Ungarn
- 1996: Grammy, mit der Gruppe Deep Forest für das Album Boheme
- 1999: Kossuth-Preis  mit dem Ensemble Muzsikás
- 2003: Prima-primissima-Preis
- 2005: Komtur des Verdienstordens der Republik Ungarn
- 2005: Ritter des Verdienstordens der Italienischen Republik
- János-Déri-Preis

## Diskografie – Auswahl
Márta Sebestyén hat auf etwa 90 LPs oder CDs mitgewirkt oder aufgenommen (Stand Anfang 2009)
- 1978: Élő népzene – Living Hungarian Folk Music (mit Muzsikás együttes), Hungaroton
- 1986: The Prisoner’s Song (mit Muzsikás), Hannibal
- 1987: Muzsikás (mit Muzsikás), Hannibal
- 1988: The Prisoner’s Song (mit Muzsikás), Hannibal
- 1988: Vujicsics (mit Vujicsics), Hannibal
- 1988: Tündérkert. Erdélyi ballada (mit Hegedős együttes), Hungaroton
- 1992: Apocrypha, Hannibal
- 1992: Transylvanian Portraits (mit Ökrös Ensemble), Koch World
- 1995: Máramaros: The Lost Jewish Music of Transylvania (mit Muzsikás), Hannibal
- 1995: Kettő – Hungarian Folk Music (mit Muzsikás), Munich
- 1996: Kismet, Hannibal
- 1997: The Best of Márta Sebestyén: The Voice of „The English Patient,“ Hannibal
- 1997: Morning Star (mit Muzsikás), Hannibal
- 1999: The Bartók Album (mit Muzsikás), Hannibal
- 2000: Southern Slav Folk Music (mit Vujicsics), Hungaroton
- 2000: Dudoltam én, Hungaroton
- 2003: Ősz Az Idő (mit Muzsikás), Fono
- 2004: Live at Liszt Academy, Fono